# Adèle Grantzow
Adèle Grantzow (en russe : Аде́ль Гра́нцова, parfois Granzow, née le 1er janvier 1845 à Brunswick et morte le 7 juin 1877 à Berlin) est une ballerine allemande qui marqua le public de la danse classique pendant les années 1860-1870 en Europe. Elle dansa d'abord à Brunswick et Hanovre, puis à Paris (1866-1868) et en Russie (1865-1871).

## Biographie
Adèle Grantzow naît dans une famille de danseurs. Elle étudie d'abord avec son père Gustav Grantzow, maître de ballet de l'Opéra de Brunswick, et à Paris chez Mme Dominique. Elle commence sa carrière de danseuse à Brunswick puis elle est soliste au ballet de l'Opéra de Hanovre.
Elle danse régulièrement en Russie à partir de 1865 sur la scène des théâtres impériaux. Elle débute au Théâtre Bolchoï Kamenny le 3/15 novembre 1865 dans le ballet d'Arthur Saint-Léon Fiammetta (dans le rôle-titre), spécialement revisité à cette occasion. Elle remporta un tel succès qu'elle eut vingt-deux rappels.
Saint-Léon était très attaché à Adèle Granzow et il lui donna de grands rôles en Russie, puis sur différentes scènes européennes.
Adèle Grantzow est engagée à Paris en 1866 sur la recommandation de Saint-Léon à l'Opéra impérial où elle peut se produire après la saison d'hiver, lorsqu'elle est dégagée de ses contrats en Russie. Elle débute à Paris dans Giselle. Elle émerveille d'emblée le public parisien. Saint-Léon commence à préparer avec elle la première de son nouveau ballet La Source, mais elle est retardée et la ballerine est obligée de partir de Paris. Elle est donc remplacée dans le rôle principal par Guglielmina Salvioni. Lorsque Grantzow retourne à Paris en 1867 et reprend le rôle de Naïla, le public parisien considère qu'il s'agit de la véritable première du ballet.
Au début de l'année 1868, elle remporte un grand succès à Saint-Pétersbourg dans la reprise du Corsaire où Petipa crée spécialement pour elle le tableau du Jardin vivant, devenu un grand classique du ballet russe. Au printemps 1868, elle fait une tournée avec Saint-Léon en Italie. Elle se produit au Théâtre municipal de Trieste dans son rôle fétiche de Fiammetta.
À la fin de la saison pétersbourgeoise, Adèle Grantzow retourne à Paris où Saint-Léon travaille avec elle tout l'été à son nouveau ballet Coppélia. Elle doit danser Swanilda, mais la première est encore ajournée car elle est sérieusement malade. Saint-Léon reporte donc la première à l'année suivante ; mais la saison parisienne 1869 se passe encore sans elle. Saint-Léon ne trouve pas de nouvelle danseuse pour remplir ce rôle. La première se tient finalement en mai 1870, le rôle de Swanilda étant pris par une élève de Mme Dominique, Giuseppina Bozzacchi, âgée de seize ans. Six mois plus tard, elle meurt de faim dans Paris assiégée par les Prussiens.
La carrière d'Adèle Grantzow touche à sa fin en plein vol. Elle retourne en 1870 à Saint-Pétersbourg, mais elle se casse une jambe et meurt en 1877 à l'âge de trente-deux ans d'une thrombose des suites d'une opération ratée.
Sa sœur Pauline Spengler, née Grantzow, est la mère de l'historien et philosophe Oswald Spengler.

## Répertoire

### Russie
Théâtre Bolchoï Kamenny de Saint-Pétersbourg
- 3/15 novembre 1865 : Fiammetta, dans Fiammetta de Saint-Léon
- La fille-tsar, dans Le Petit Cheval bossu (Cesare Pugni), version de Saint-Léon
- Giselle, dans Giselle (Adam), version de Jules Perrot
- 25 janvier 1868 : Médora, dans Le Corsaire (Minkus), de Marius Petipa (ajout du tableau Le Jardin vivant (*) sur une musique de Léo Delibes).
- 21 octobre 1869 : rôle principal (**), dans Le Lys (titre remplaçant celui de La Source), de Saint-Léon.
- 1er novembre 1870 : Catarina (**), dans Catarina ou la Fille du bandit (Cesare Pugni) de Petipa d'après Perrot.
- 17/29 janvier 1871 : Bettli (**), dans Trilby de Marius Petipa

Théâtre Bolchoï de Moscou
- 1er décembre 1866 : la fille-tsar (**), dans Le Petit Cheval bossu (Cesare Pugni), de Saint-Léon[5]

### Théâtre impérial de Paris
- 1866 : Giselle, dans Giselle (Adam), début à Paris
- Néméa, dans Néméa ou l'Amour vengé (remplacement du titre de Fiammetta, Minkus), de Saint-Léon
- Lise, dans La Fille mal gardée de Saint-Léon, d'après Aumer
- 1867 : Naïla, dans La Source (Minkus et Delibes) de Saint-Léon

### Théâtre municipal de Trieste
- 15 mars 1868 : Fiammetta (**), dans La fiamma d'amore, titre italien du ballet Fiammetta, de Saint-Léon

(*) création du rôle.
(**) création du rôle sur cette scène.